# Catedral del Cuzco
La Catedral del Cuzco o Catedral Basílica de la Virgen de la Asunción es el principal templo de la ciudad del Cuzco, en el Perú y alberga la sede de la Arquidiócesis del Cuzco. La Basílica Catedral del Cuzco, junto a los templos del Triunfo y de la Sagrada Familia conforman el Conjunto de la Catedral, se encuentra ubicada en el sector noreste de la actual Plaza de Armas del Cuzco. En el lugar que, durante el incanato, fuera ocupado tanto por el Suntur Wasi (lit. "Casa de gobierno") como por el Kiswarkancha o Palacio del Inca Viracocha. El complejo ocupa un área de 3920 metros cuadrados y es el monumento religioso más importante del Centro Histórico del Cusco.
Desde 1972 el templo forma parte de la Zona Monumental del Cuzco declarada como Monumento Histórico del Perú. Asimismo, en 1983 al ser parte del casco histórico de la ciudad del Cusco, forma parte de la zona central declarada por la UNESCO como Patrimonio Cultural de la Humanidad.

## Historia
… Pues bien esto me llega altamente, existiendo, entre las regiones descubiertas últimamente bajo los auspicios del siempre augusto emperador de los romanos nuestro muy amado hijo Carlos, el cual es a la vez de rey Castilla, León y Aragón, existiendo una región llamada del Perú cuyos habitadores, son conocedores de la divina ley, y en la cual región, moran muchos indios cristianos; y deseando el mismo Carlos emperador y rey con religioso afecto, que en la antedicha región del Perú, sujeta a su mandato, se dilatase el culto de aquel gloriosísimo nombre (Cristo) de quien es el universo entero, y toda su plenitud y todo en cuanto en él existe; que sus habitantes sean conducidos a la luz de la verdad y se propaguen la salvación de las almas; y deseando además que la villa del Cuzco situada en la misma región en que ya existe una Iglesia bajo el título de Santa María, sea elevada al rango de Ciudad y Diócesis y la antes Iglesia de Santa María a Iglesia Catedral.

Dado en Roma junto a San Pedro año etc. 13 de febrero mil quinientos treinta y seis.
Bula de la erección de Iglesia Catedral y de la Diócesis del Cuzco.

La Catedral del Cuzco es resultado de diversos proyectos elaborados por distintos arquitectos que se relevaron al frente de las obras. La primera catedral del Cuzco es la Iglesia del Triunfo, construida en 1539 sobre la base del palacio de Viracocha Inca. En la actualidad, esta iglesia es una capilla auxiliar de la Catedral.

La catedral de Cuzco, como la de Lima, es un templo de tres naves con dos más de capillas y testero plano. (...) Las tres naves son de igual altura, como en las catedrales de Lima y de Jaén. Esta última fue el precedente inmediato de las dos catedrales peruanas.
Extraído de El Arte Hispanoamericano (1988).

En 1538, luego del regreso de Vicente Valverde con las cédulas reales que lo reconocían como obispo del Cusco, inició la construcción de una catedral mediante auto de erección del 4 de septiembre de 1538. Sin embargo, esta obra quedaría en sus inicios tal como se desprende de la respuesta del Cabildo del Cusco al requerimiento del dean de la Catedral Luis de Morales que señalaba que la obra se suspendía hasta el verano siguiente. En los años siguientes, ante la estrechez del solar asignado, se intentó mudar la catedral primero hacia la parte que antiguamente correspondía al palacio del Pachacútec llamado Qasana y que Francisco Pizarro reservó para él (actual Portal de Panes de la Plaza de Armas). Sin embargo, esa mudanza fue imposible debido a que, en 1538, Pizarro había cedido ese solar a los Franciscanos. Se buscó entonces utilizar la parte del antiguo Cusipata donde actualmente se levanta el Hotel de Turistas del Cusco pero dicha idea también fue descartada hacia los años 1540 debido a la oposición de los Mercedarios que ya habían ocupado el solar que aún ocupan en la actualidad y que quedaría muy cercano a la catedral.
Ante esta situación, por iniciativa del segundo obispo del Cusco Juan Solano, el Cabildo decidió la compra del solar de Alonso de Mesa colindante al asignado para la construcción de la catedral y que se correspondía con el antiguo Kiswarcancha que fuera el palacio de Viracocha. Esta decisión fue tomada el 17 de mayo de 1552.
Entre los años 1560 y 1664 se construyó la Basílica Catedral de esta ciudad. Su construcción fue confiada a Juan Miguel de Veramendi en 1560, quien fue sustituido dos años más tarde por Juan Correa quien trabajó hasta 1564. A este le siguieron Juan Rodríguez de Rivera, Juan Cárdenas, Juan Toledano y Bartolomé Carrión. No obstante, cuando el Virrey Francisco de Toledo llegó al Cusco entre 1570 y 1572, la construcción de la catedral estuvo detenida. En 1615 se hizo cargo de la dirección de la obra Miguel Gutiérrez Sencio, un arquitecto seguidor de Marco Vitruvio y Jacopo Vignola, y admirador del estilo sobrio y puro instaurado por Juan de Herrera en El Monasterio de El Escorial. Bajo su dirección, se culminó la catedral del Cuzco en 1654.
El terremoto de 1650 causó poco daño en la catedral salvo el derrumbe de la bóveda de crucería. Este sismo motivó el cambio de los planos de la fachada en su parte superior y la supresión del tercer cuerpo en las torres, razón por la que se tiene demasiado volumen en el cuerpo, quedando cortas las torres dando la apariencia de solidez al edificio.
La misa de estreno de la catedral fue el 15 de agosto de 1654 y la consagración definitiva de la misma fue el 19 de agosto de 1668 por parte del decimotercer obispo del Cuzco Bernardo de Isaguirre Reyes.
El material constructivo fue la piedra procedente de áreas cercanas y también se reutilizaron bloques de granito de color rojo desde la fortaleza conocida como Sacsayhuamán.
Fue reconocida como Basílica menor de la Iglesia Católica, el 8 de febrero de 1928. La construcción, de tres naves, se levanta sobre una planta de tipo salón. Un detalle que sorprende es la fusión entre el orden de los capiteles y frisos y el tipo de cubierta utilizado: la bóveda de crucería, característica del gótico. Ello da pie a una sorprendente amalgama de estilos, frecuente en el estilo Barroco de Latinoamérica. La famosa imagen del Señor de los Temblores se venera en la catedral.
Esta catedral, de fachada renacentista e interiores barroco, tardo-gótico y plateresco, posee una de las más destacadas muestras de orfebrería colonial. Importantes son igualmente sus altares de madera tallada.
Puesto que en esta ciudad se desarrolló la pintura sobre lienzos de la célebre Escuela cuzqueña de pintura, la más importante de la América Colonial, en la catedral se pueden observar precisamente importantes muestras de artistas locales seguidores de esta escuela.

## Arquitectura
La Catedral del Cuzco es de planta rectangular del tipo basilical con tres naves: nave de la epístola, nave del evangelio y la nave central,  coincidentes con las tres puertas de la fachada. Tiene catorce pilares cruciformes que definen la distribución de las veinticuatro bóvedas de nervadura, siendo las más grandes la bóveda de ingreso y la del crucero. Las 24 bóvedas son soportadas por unas estructuras básicas formadas por 21 arcos de piedra y 32 arcos de medio punto.  Todas estas estructuras son de piedra andesita (Roca volcánica de grano fino química y mineralógicamente similar a la diorita)

## El Templo de El Triunfo
Fue construida en 1539 en el lugar llamado SunturWasi y sirvió provisionalmente como la Catedral de la ciudad.
En esta primera construcción, fray Vicente Valverde colocó la cruz que había traído desde España y que es conocida como Cruz de la Conquista manteniéndose en el mismo lugar correspondiente al altar mayor de este templo En la cara principal se colocó la imagen de Nuestra Señora de la Asunción en memoria a la victoria de los españoles sobre Manco Inca en 1536 de donde viene la denominación de “El Triunfo”. Esta obra junto con sus muros de protección y sus tres puertas concluyen en 1664.
Fue construida con piedra andesita, sobre la base del primigenio templete con su cúpula. La planta asemeja una cruz griega, la cúpula de piedra está ubicada al centro formada por cuatro pilares cruciformes que se levantan sobre los pedestales para sostener cuatro arcos de medio punto de cantería que soporta la estructura de la cúpula central.
El templo es formado por tres naves: de la epístola, del evangelio y la nave central, un coro alto ubicado en el sector lateral de la nave del evangelio, precisamente se ingresa de la Catedral a la Iglesia del Triunfo por el sotocoro de la iglesia.

## El Templo de la Sagrada Familia
El 13 de septiembre de 1723 se colocó la primera piedra para iniciar la construcción del Templo de la Sagrada Familia por encargo del obispo Gabriel de Arregui. Tras la muerte del arquitecto encargado de la obra, se reinicia en 1733 y fue concluida el 3 de septiembre de 1735. 
En 1996 con el apoyo del Arzobispado del Cuzco y la Unión Europea, el Templo es restaurado íntegramente que por su mal estado de conservación estuvo cerrado cerca de 30 años.
El templo está compuesto por una nave en cruz latina de planta rectangular con pequeñas hornacinas laterales. Los muros al interior del templo son de piedra pulida con enlucido de cal. Toda la iglesia está construida también con andesita.
El techo del templo está compuesto por cinco bóvedas construidas con ladrillos rectangulares. En el sector del presbiterio se ubica el retablo o altar mayor de estilo barroco con dos sacristías laterales.
El muro de la fachada esta tratado como un lienzo de cantería de forma rectangular, compuesta de tres cuerpos. La coronación de la fachada es una cenefa con adornos circulares sobre la cual remata la cornisa.

#### Libros y Publicaciones
- Angles Vargas, Víctor (1983). Historia del Cusco (Cusco Colonial) Tomo II Libro Primero. Lima: Industrialgrafica S.A.
- Arellano, Fernando, S.J. (1988).  Universidad Católica Andrés Bello, ed. El Arte Hispanoamericano. Caracas: Editorial Ex Libris. ISBN 980-244-017-5. Consultado el 31 de enero de 2016.
- Garcia, J.Uriel (1936). La arquitectura colonial del Cuzco.

- Datos: Q2942242
- Multimedia: Cathedral of Cusco / Q2942242